# Негритянка ( Анна Білінська)

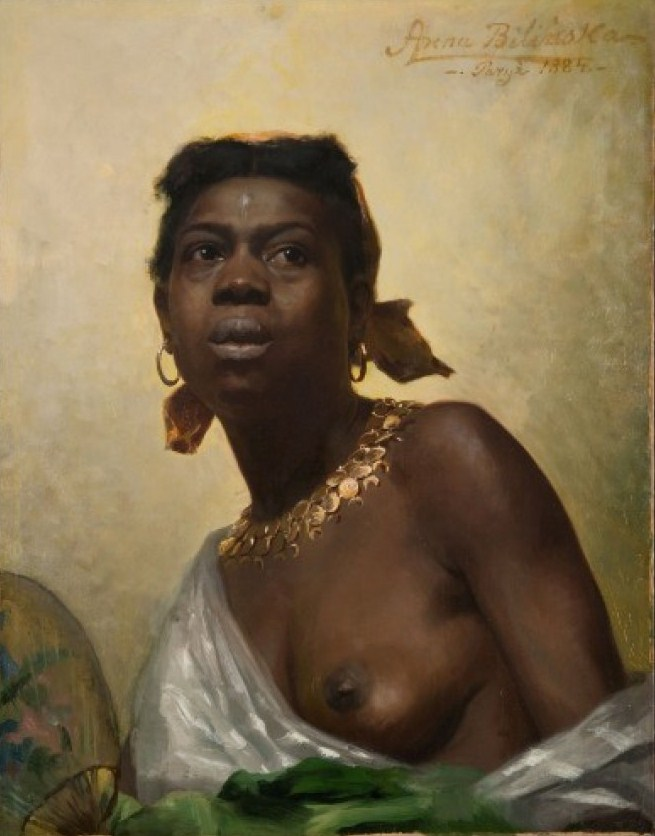
«Негритянка» (1884)

Негритянка (1884) — картина художниці українського походження Анни Білінської.

## Історія створення
Сьогодні важко визначити точний час створення картини. Єдине, на підставі листа до нареченого Войцеха Грабовського від 9 жовтня 1884 року, який зберігся, можна припускати, що це було ще перед отриманням повідомлення про смерть подруги Клементини Красовської у жовтні 1884 року.
Художниця в ньому пише:
|  | …Уяви собі Пане в яких я турботах: не знаю що дати до Салону. Маю достатньо тем та ескізів, але п. Жуліан, директор Академії, хоче щоб це була оригінальна тема і безумовно цікава місцевій публіці — щось, щоби привернуло загальну увагу, при цьому, щоб все було зроблено з натури… |

Наведена цитата може стосуватися задуму щодо «Негритянки», нової для Білінської теми. У французькому живописі мотив гарного екзотичного тіла був започаткований у XVIII столітті, коли було бажання з колоніальними намірами асимілювати захоплені африканські та східні землі.
Напівгола чорношкіра модель у Білінської набрала іншого значення, це, як завжди, у художниці вдумливий психологічний портрет, який зображає відчужену сутність завдяки магічному погляду темних очей та незачеплених усмішкою вуст, які передають страх та занепокоєння.
Зображення нагадує створений за 80 років до цього «Портрет негритянки» Бенуа (фр. Marie-Guillemine Benoist) (нар.1768-пом.1826), учениці Елізабет Віже-Лебрен, який став символом емансипації жінок та боротьби за права людини, теми дуже актуальній в колоніальній Франції XIX століття.
Цілком можливо, що художниця хотіла таким чином висловитися в актуальній дискусії про право жінки у вирішенні своєї долі. Сама Білінська була найкращим прикладом жінки, яка прямувала до здійснення своїх прагнень та яка не підкорилася традиційній ролі призначеній прекрасній статі.
Свою пристрасть творця здійснила незважаючи на труднощі соціальні, фінансові та зі здоров'ям. На 9 років пізніше такий же шлях в Парижі повторила Марія Склодовська-Кюрі. До когорти таких же жінок належать Габріеля Запольська, Марія Конопницька.

## Опис
Оголене, нічим не стягнуте тіло, японський плаский охолоджувач, зв'язане хусткою волосся, джерело світла, яке променіє з-поза її голови, неначе сонце освітлює зображення і відбивається відблисками у золотій біжутерії — все це робить портрету випромінення тепла.
«Негритянка» намальована тонко нанесеними фарбами по забарвленому тлу, з ефектом академічного фіні, завдяки якому митець забезпечила враження блискучої, миготливої поверхні. «Негритянка» вписується в модну під кінець XIX століття низку спроб зображення портретних етнічних типів.
Зображення було створене в майстерні, про що свідчить положення зображеної та невиразне тло. Білінська у працях цього періоду використовувала нетипове кадрування постаті, яка бачилась знизу та зблизька. Це походило від обмеженого простору в майстерні заповненої студентами.
Митець мусила малювати сидячи або навпочіпки в першому ряду.

## Участь у показах
- Кінець лютого 1887 року в Промисловому Палаці(фр. Palais de l'Industrie) Парижа.
- Кінець лютого 1888 року в Салоні Парижа [2].
- Початок вересня 1888 року в Лондоні[3].
- 1938–1939 Національний музей (Варшава)
- 21 березня 2012 — Національний музей (Варшава)

## Відгуки преси
|  | Оглянувши «Негритянку» Білінської, я отримав удар в серце. Це почуття, яке відчуваєш при вигляді гарного всеперемагаючого мистецтва… |

|  | …«Негритянка» панни Білінської у надзвичайно звабливих тонах, товсті та чуттєві губи мають колорит скривавленої ягоди… свідчення великого таланту Митця… |

|  | Білінська «оволоділа витонченою елегантністю пензля», її реалістичні портрети виконані з «винятковим смаком»; мають ґрунтовну композицію, ретельний рисунок, гармонію кольорів з багатою та виразною палітрою барв, яскравість тонів посилюється м'яким освітленням. |

## Доля картини
Після показу 1888 року в Лондоні свідчень про представлення картини широкій публіці не відомо. Цілком можливо була перевезена до Варшави після закриття майстерні Анни у Парижі. Ймовірно у 1926(1927) році через крамницю антикваріату нею заволодів відомий у Польщі колекціонер Домінік Вітке-Єжевські (пол. Dominik Witke-Jeżewski), який був шанувальником картин Білінської та крім цієї мав ще картину «Голова Серба» та кілька малюнків. 21 серпня 1933 року колекціонер передав «Негритянку» на зберігання у Національний музей (Варшава). У червні 1939 року Національний музей (Варшава) викупив картину за 700 злотих. В період Другої світової війни картина зникла і була занесена до списку втрачених. З'явилася на аукціоні тільки через 60 років після зникнення. Майже десятирічне дослідження картини підтвердило її справжність і 21 березня 2012 року вона повернулась у Національний музей (Варшава).